# 吳妍華
吳妍華（1948年2月11日—），臺灣女性分子生物學家，嘉義人，中央研究院院士，曾任國立陽明大學、國立交通大學校長、代理校長，任期至2015年7月31日止。

## 經歷
吳妍華於1948年生於臺南縣嘉義地區，是家中的長女，之後遷往高雄。高雄女中畢業後於1970年獲得國立臺灣大學農業化學系學士，1972年獲得國立臺灣大學生化研究所碩士，再於1976年獲得美國田納西大學生化學系博士學位。回到台灣後進入國立陽明大學擔任生化研究所教授，並曾經擔任生化所所長(1986-1991, 1994-1997)、陽明大學教務長、副校長、2001年到2009年擔任陽明大學校長等職務。她的主要研究領域，為生物化學和分子病毒學。三十年來，在教學和研究兩方面成果豐碩卓越，集學術和行政專才於一身。
2011年2月起擔任國立交通大學校長，是該校首位女性校長。同年，獲聘擔任馬英九政府國策顧問。
吳妍華亦曾接受《科學人雜誌》（科学美国人臺灣版）專訪，暢談改造交大的願景。

## 爭議事件
- 於其交大校長任內，因曾脫口說出「我們陽明」、「你們交大」而引起譁然[5]。
- 2014年4月10日，太陽花學運後，吳妍華向太陽花學運執勤的員警道歉，並說「我們沒有把學生教好」、「沉默的大眾不代表沒有意見」，此番言論引起部份交大師生及校友不滿及砲轟吳妍華向權力當局獻媚[5]。隨後在4月11日，透過交大官網發表「妍華致全校教職員工生信函」，對於為何向警方道歉做完整說明[6]。

## 研究
生物化學、微生物學、細胞及分子生物學、分子病毒學。

## 榮譽與獎項
- 中央研究院院士
- 教育部國家講座
- 第三世界科學院院士
- 台灣傑出女科學家獎

## 個人生活
吳妍華的丈夫是國立清華大學化學工程系教授李育德，兩人育有一子。

## 外部連結
- 國立交通大學校長室
- 吳妍華在國立陽明大學網頁
- 交大第一位女校長吳妍華 要做就做最好（页面存档备份，存于）
- 邁向國際頂尖發展交大遠景 - 交大友聲雜誌社- 國立交通大學[永久]
- 國策顧問（页面存档备份，存于）

| 教育職務      | 教育職務                                                                       | 教育職務      |
| ------------- | ------------------------------------------------------------------------------ | ------------- |
| 陽明大學      |                                                                                |               |
| 前任： 曾志朗 | 陽明大學校長 代理，後真除為第七任 （升格後第四任） 2000年5月20日－2010年8月1日 | 繼任： 梁賡義 |
| 交通大學      |                                                                                |               |
| 前任： 吳重雨 | 交通大學校長 第十任 2011年2月1日－2015年1月31日 並代理至2015年8月1日           | 繼任： 張懋中 |